# Пръстенотворка
Пръстенотворките (Malacosoma neustria) са вид насекоми от семейство Лазиокампиди (Lasiocampidae).
Таксонът е описан за пръв път от Карл Линей през 1758 година.

## Подвидове
- Malacosoma neustria neustria